# William Beatley
William Maurice Beatley (ur. 11 listopada 1923, zm. 22 lipca 2005 w Kensington) – brytyjski szermierz. Reprezentant kraju podczas igrzysk olimpijskich w Helsinkach. Uczestniczył w turnieju indywidualnym, w którym odpadł w drugiej rundzie i drużynowym szablistów, gdzie zajął 5. miejsce.